# Drosera arcturi
Espèce
Classification phylogénétique
Répartition géographique
Drosera arcturi est un végétal de la famille des droseraceae.

## Répartition
Drosera arcturi est présente dans le sud de l'Australie (Victoria, Nouvelle-Galles du Sud et Tasmanie) et en Nouvelle-Zélande.